# Șcheia, Suceava
Scheia là một xã thuộc hạt Suceava, România. Dân số thời điểm năm 2002 là 7578 người.